# Expo 2027
Expo 2027 je název mezinárodní výstavy, která by se měla konat od 15. května do 15. srpna 2027 v Bělehradu, hlavním městě Srbska. Pořádání výstavy přidělil Mezinárodní úřad pro výstavnictví 21. června 2023 na zasedání v Paříži. Nebude se řadit do kategorie světových výstav, nýbrž pouze mezinárodních, podobně jako Expo 2017.
Srbsko si vybralo téma  Play for Humanity: Sport and Music for All.

## Výběr pořadatele
Následující města podala žádost na BIO pro pořádání EXPO 2027/2028:
- Minnesota, USA - EXPO 2027
- Phuket, Thajsko - EXPO 2028
- Bělehrad, Srbsko - EXPO 2027
- Málaga, Španělsko - EXPO 2027
- San Carlos de Bariloche, Argentina - EXPO 2027

Členové výboru pak 21. června 2023 na 172. zasedání Mezinárodního úřadu pro výstavnictví v Paříži zvolili pořadatelem Bělehrad v Srbsku.
| Výsledky hlasování      | Výsledky hlasování | Výsledky hlasování | Výsledky hlasování | Výsledky hlasování | Výsledky hlasování | Výsledky hlasování |
| ----------------------- | ------------------ | ------------------ | ------------------ | ------------------ | ------------------ | ------------------ |
| Město                   | Stát               | 1. kolo            | 2. kolo            | 3. kolo            | 4. kolo            |                    |
| Bělehrad                | Srbsko             | 54                 | 69                 | 74                 | 81                 |                    |
| Málaga                  | Španělsko          | 42                 | 48                 | 53                 | 70                 |                    |
| Minnesota               | USA                | 19                 | 21                 | 23                 | -                  |                    |
| Phuket                  | Thajsko            | 16                 | 15                 | -                  | -                  |                    |
| San Carlos de Bariloche | Argentina          | 8                  | -                  | -                  | -                  |                    |